# Bonnard (Frankrijk)
Bonnard is een gemeente in het Franse departement Yonne (regio Bourgogne-Franche-Comté) en telt 779 inwoners (1999). De plaats maakt deel uit van het arrondissement Auxerre.

## Geografie
De oppervlakte van Bonnard bedraagt 4,0 km², de bevolkingsdichtheid is 194,8 inwoners per km².
De onderstaande kaart toont de ligging van Bonnard (Frankrijk) met de belangrijkste infrastructuur en aangrenzende gemeenten.

## Demografie
Onderstaande figuur toont het verloop van het inwonertal (bron: INSEE-tellingen).